# Lucius Cincius (Jurist)
Lucius Cincius war ein römischer Grammatiker und juristischer Schriftsteller, der um die Zeitenwende von der Republik auf das Prinzipat lebte und wirkte.
Von seinem Werk ist außer Fragmenten in Form von Zitaten bei anderen Autoren nichts erhalten geblieben. Überliefert ist er durch Marcus Verrius Flaccus, Festus, Macrobius und Aulus Gellius. Danach soll er vorwiegend über göttliches Recht geschrieben haben und dabei die sakralrechtlichen Fasten (De fastis) veröffentlicht haben.
Er soll aber auch über profane, öffentlich-rechtliche Themen von Bedeutung Abhandlungen verfasst haben, so zu den Konsuln (De consulum potestate), zu den Comitia (De comitiis) und zur Berufswelt der Rechtsgelehrten (De officio iurisconsulti). Daneben widmete er sich in weiteren Schriften dem Militärwesen (De re militari) und altem Sprachgebrauch (De verbis priscis). Die aus dem letztgenannten Werk erhaltenen zwanzig Erläuterungen betrafen nicht nur das Recht.
Mit der systematischen Schaffung eines Rechtswörterbuchs befasste sich zuvor bereits Gaius Aelius Gallus, der das Werk De verborum quae ad jus civile pertinent significatione („Von der Bedeutung der Wörter, die sich auf das Zivilrecht beziehen“) schuf.